# Egelshoek
Egelshoek is een buurtschap in de gemeente Hilversum, in de Nederlandse provincie Noord-Holland. Het ligt ten zuidoosten van het vliegveld Hilversum in de richting van Westbroek dat vanaf Egelshoek alleen per voet bereikbaar is.
De buurtschap telde in 2007 40 inwoners. Tussen de buurtschap en het vliegveld ligt het woonwagenkamp Egelshoek dat strikt genomen niet tot de buurtschap hoort. Wel bevindt zich daar een plaatsnaambord met de naam Egelshoek met cursieve letters, alleen leesbaar als men het kamp verlaat.

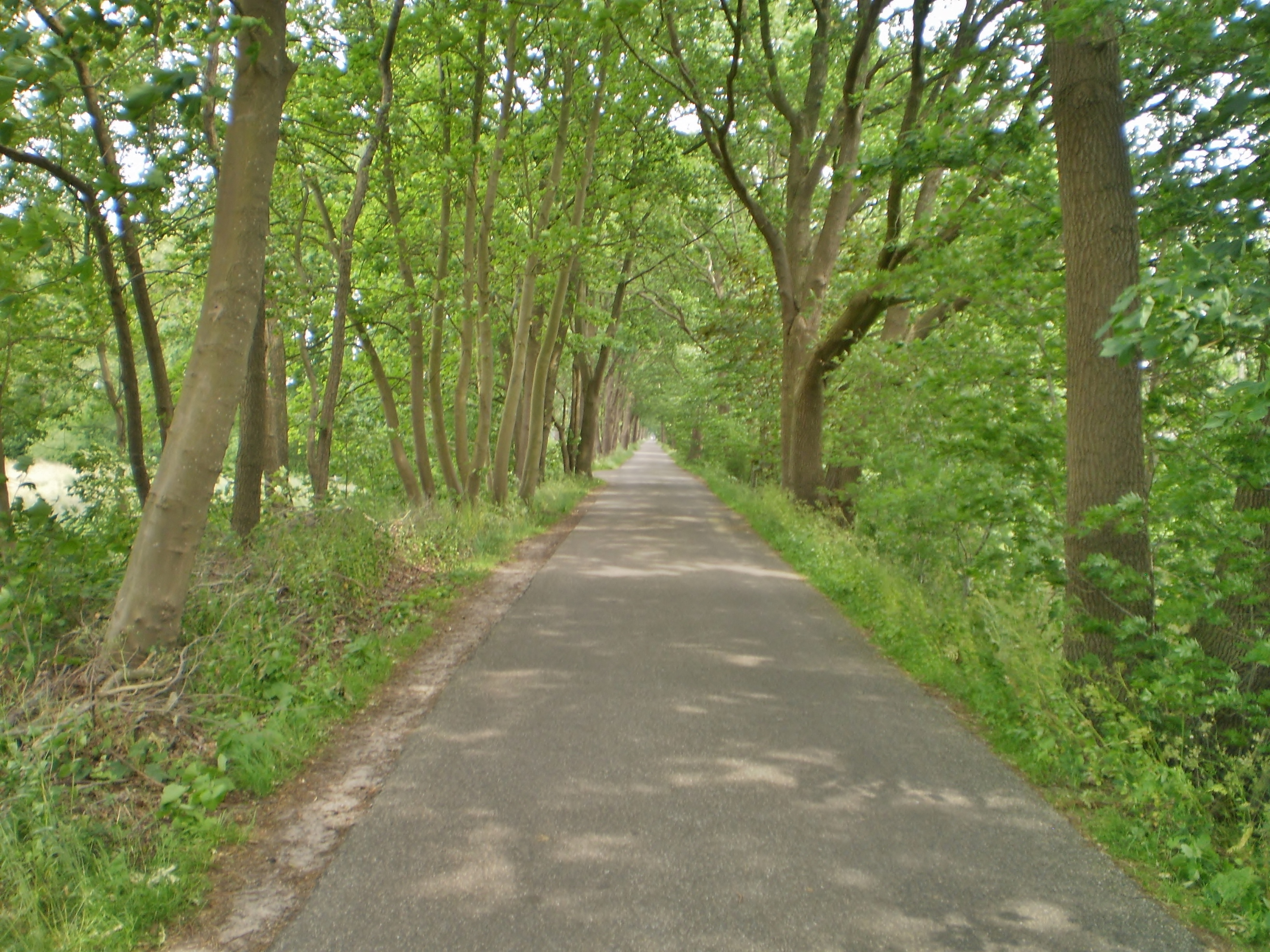
Graaf Floris V Weg in de richting van Hollandse Rading

Ten zuidoosten van de buurtschap is ook nog een bungalowpark met de naam De Egelshoek, maar dat bevindt op het grondgebied van het dorp Hollandsche Rading, gemeente De Bilt, in de provincie Utrecht.
Ten noordoosten van Egelshoek ligt, aan de Noodweg, de Korporaal Van Oudheusdenkazerne van het Nederlandse leger. Aan de oostkant ligt het doodlopend einde van het Tienhovensch Kanaal.
Volgens sommigen, hoewel dat in het geheel niet zeker is, zou Graaf Floris V in 1296 in de bossen nabij Egelshoek gevangen zijn genomen. Zo loopt er aan de zuidkant een smal weggetje met de naam Graaf Floris V weg.
Hoofdplaats: Hilversum     
Buurtschappen: Egelshoek · Hilversumse Meent
Noord-Holland: Steden en dorpen      Nederland: Provincies · Gemeenten